# István Szilágyi
István Szilágyi (Kolozsvár/Cluj-Napoca, 10 oktober 1938 – aldaar, 13 maart 2024) was een Hongaarstalig Roemeens schrijver en redacteur.